# 4e cérémonie des Nevada Film Critics Society Awards
La 4e cérémonie des Nevada Film Critics Society Awards (NFCS Awards), décernés par la Nevada Film Critics Society a récompensé les films réalisés dans l'année.

## Palmarès

### Meilleur film
- Gone Girl

### Meilleur réalisateur
- Dan Gilroy pour Night Call

### Meilleur acteur
- Jake Gyllenhaal pour Night Call

### Meilleure actrice
- Rosamund Pike pour Gone Girl

### Meilleur acteur dans un second rôle
- J. K. Simmons pour Whiplash

### Meilleure actrice dans un second rôle
- Jessica Chastain pour A Most Violent Year
- Patricia Arquette pour Boyhood

### Meilleure distribution
- Les Gardiens de la galaxie

### Meilleur scénario
- Night Call - Dan Gilroy

### Meilleure photographie
- Interstellar – Hoyte Van Hoytema

### Meilleurs effets visuels
- Interstellar

### Meilleur film d'animation
- Les Nouveaux Héros (Big Hero 6)

### Meilleur espoir
- Ellar Coltrane – Boyhood